# Farol do Ilhéu de Ferro
De Farol do Ilhéu de Ferro is een vuurtoren op het Portugese eiland Ilhéu de Ferro voor de westkust van Porto Santo behorende tot Madeira. De vuurtoren van 14 meter hoog staat op de top van het rotseiland en werd gebouwd in 1959.
Câmara de Lobos · Ilhéu Chão · Ilhéu de Cima · Ilhéu de Ferro · Ponta da Agulha · Ponta do Pargo · Ponta de São Jorge · Ponta de São Lourenço · Porto Moniz · Ribeira Brava · Selvagem Grande · Selvagem Pequena